# Дом А. А. Трапани
Особняк А. А. Трапани — памятник архитектуры регионального значения конца XIX века в Одессе, расположенный по адресу улица Юрия Олеши , 8 (угол улиц Греческая и Юрия Олеши, Приморский район)..

## История
Дом был построен в 1880-е годы по проекту архитектора И. Ф. Яценко для одесской дворянской семьи Значко-Яворских, о чём свидетельствует вензель на металлическом навесе дома. Здание построено в стиле эклектики. До 1900 года в здании находилась «Лечебница доктора Прейсмана по сифилитическим и накожным болезням».
Позже сюда переехала контора «Торгового дома А. А. Трапани» с вывеской «Пароходство, транспортирование, страхование, комиссия, экспедиция». Есть у этого дома характерная особенность — небольшая башенка, устроенная в одном из его углов. По словам современников, владелец дома использовал это возвышенное место для наблюдения за территорией одесского порта.
В книге «Ни дня без строчки» Юрий Олеша писал, что живя на Карантинной (при советской власти улица Лизогуба, сейчас — Юрия Олеши), он, будучи гимназистом, каждый день по дороге в гимназию проходил мимо дома Трапани, возле которого с самого раннего утра уже толпились морские люди.
В настоящее время здание является жилым домом, также в нём есть административные помещения.

## Галерея

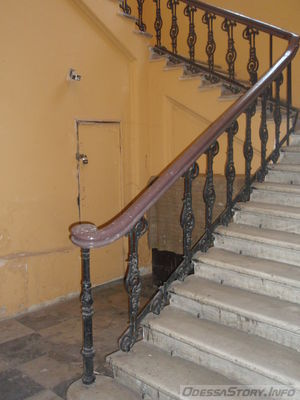
Лестница в доме А. А. Трапани
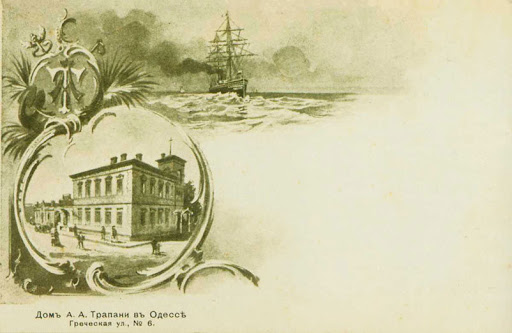
Открытка с изображением дома А. А. Трапани (конец XIX вв)
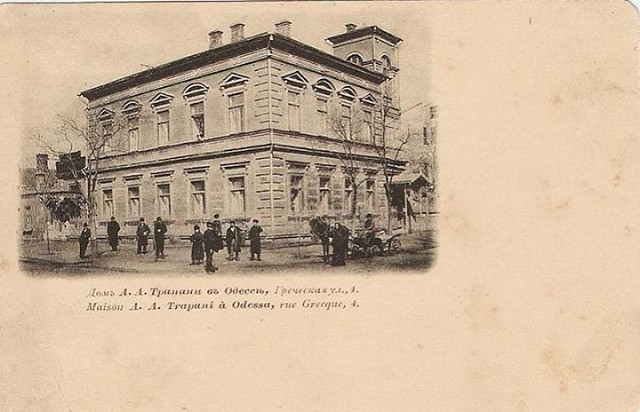
Открытка с изображением дома А. А. Трапани (начало XX вв)
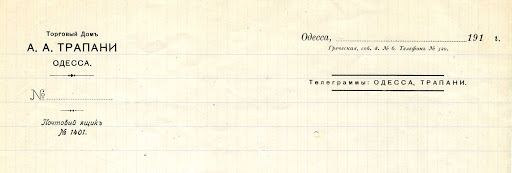
Бланк Торгового дома А. А. Трапани